# Hans Willem Bentinck, 1:e earl av Portland

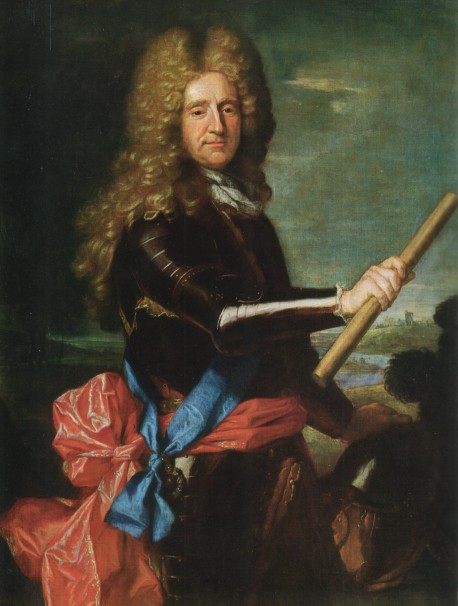
Hans Willem Bentinck, porträtt av Hyacinthe Rigaud.

Hans Willem (William) Bentinck, 1:e earl av Portland, född 20 juli 1649 i Holland och död 23 november 1709, var en nederländsk/engelsk diplomat.
Bentinck blev tidigt page, sedan kammarherre hos Vilhelm III och vann hans vänskap. 1677 sändes Bentinck till London för att förhandla om Vilhelms giftermål med prinsessan Maria, och 1688 tog han del i de diplomatiska förberedelserna för prinsens landstigning i England. Mellan åren 1689 och 1700 var han Groom of the Stool.
De avgörande förhandlingarna med Frankrike såväl före som efter freden i Rijswijk 1697 om den spanska monarkins delning gick genom Bentinck. Vilhelm III gjorde honom redan vid sin tronbestigning 1688 till earl av Portland och gav honom stora gods, t.ex. Bulstrode Park. Som utlänning var han starkt hatad av den engelska adeln, och drog sig efter Vilhelms död nästan helt tillbaka från politiken.